# Anse del Fiume Stella
Anse del Fiume Stella este o arie protejată (arie specială de conservare — SAC, sit de importanță comunitară — SCI) din Italia întinsă pe o suprafață de 78 ha, integral pe uscat.

## Localizare
Centrul sitului Anse del Fiume Stella este situat la coordonatele 45°45′28″N 13°04′04″E / 45.7578°N 13.0677°E.

## Înființare
Situl Anse del Fiume Stella a fost declarat sit de importanță comunitară în septembrie 1995 pentru a proteja 1 specie de plante și 25 de specii de animale. Situl a fost protejat și ca arie specială de conservare în octombrie 2013.

## Biodiversitate
Situată în ecoregiunea continentală, aria protejată conține 5 habitate naturale: Liziere de ierburi înalte hidrofile de câmpie și de nivel montan până la alpin, Cursuri de apă de la nivel de câmpie la nivel montan, cu vegetație Ranunculion fluitantis și Callitricho-Batrachion, Păduri mixte riverane de Quercus robur, Ulmus laevis și Ulmus minor, Fraxinus excelsior sau Fraxinus angustifolia, de-a lungul marilor râuri (Ulmenion minoris), Păduri aluvionare cu Alnus glutinosa și Fraxinus excelsior (Alno-Padion, Alnion incanae, Salicion albae), Fânețe de joasă altitudine (Alopecurus pratensis, Sanguisorba officinalis).
La baza desemnării sitului se află mai multe specii protejate:
- plante (1): Euphrasia marchesettii
- păsări (15): pescăruș albastru (Alcedo atthis), egretă mare (Ardea alba), stârc roșu (Ardea purpurea), buhai de baltă (Botaurus stellaris), Cettia cetti, erete de stuf (Circus aeruginosus), egretă mică (Egretta garzetta), presură de stuf (Emberiza schoeniclus), stârc pitic (Ixobrychus minutus), sfrâncioc roșiatic (Lanius collurio), cormoran mic (Microcarbo pygmaeus), gaia neagră (Milvus migrans), stârc de noapte (Nycticorax nycticorax), Phalacrocorax carbo sinensis, pițigoi-pungar (Remiz pendulinus)
- amfibieni (3): izvoraș-cu-burta-galbenă (Bombina variegata), Rana latastei, Triturus carnifex
- mamifere (1): liliacul mare cu potcoavă (Rhinolophus ferrumequinum)
- nevertebrate (1): Austropotamobius pallipes
- pești (4): Alosa fallax, Barbus plebejus, Cobitis bilineata, Sabanejewia larvata
- reptile (1): țestoasa de baltă (Emys orbicularis)

Pe lângă speciile protejate, pe teritoriul sitului au mai fost identificate 3 specii de plante, 3 specii de amfibieni, 3 specii de mamifere, 2 specii de nevertebrate, 5 specii de pești, 7 specii de reptile.